# Jiří Robert Pick
Jiří Robert Pick (* 4. Mai 1925 in Prag; † 17. März 1983 in Zbraslav) war ein tschechischer Schriftsteller.

## Leben
Pick war der Sohn eines Chemieingenieurs. Seine Schwester war die US-amerikanische Dokumentarfilmerin Zuzana Justman. Wegen seiner jüdischen Herkunft musste er 1939 den Besuch des Gymnasiums abbrechen. 1943 wurde er gemeinsam mit seiner Familie in das KZ Theresienstadt gebracht. Nach seiner Rückkehr war er längere Zeit in ärztlicher Behandlung. 1954 absolvierte er schließlich die Hochschule für Politik und Wirtschaftswissenschaften. Er arbeitete anschließend für die Zeitung Literární noviny, später als freier Schriftsteller und Theaterdramaturg. Seit 1962 leitete Pick das Theater Paraván, 1968 gründete er das Theater Au und arbeitete für die Satirezeitschrift Dikobraz. 1969 wurden seine Werke in der Tschechoslowakei verboten. Ab 1961 war er mit Iva Hercíková verheiratet.

## Werke
Er schrieb traditionelle tschechische Parodien, kritisierte örtliche Auswüchse des Sozialismus mit dem Blick auf die Verbesserung der Situation. Hinzu kamen Theaterstücke, ein Kinderbuch und Liedtexte.
- Der Tierschutzverein. Eine humoristische – soweit möglich – Novelle aus dem Ghetto Übersetzung aus dem Tschechischen von Eva Gaal und Sigmund Mang. Würzburg 2013, ISBN 978-3-8260-5034-3